# Wo Long: Fallen Dynasty
Wo Long: Fallen Dynasty (em japonês: ウォーロン フォールン ダイナスティ) é um RPG de ação e fantasia histórico desenvolvido pela Team Ninja e publicado pela Koei Tecmo. O jogo foi lançado em 3 de março de 2023 no Microsoft Windows, Xbox One, Xbox Series X/S, PlayStation 4 e PlayStation 5.
Ambientado durante uma versão fictícia da queda da Dinastia Han, pouco antes do período dos Três Reinos, a trama segue um protagonista sem nome que luta contra personagens históricos e criaturas mitológicas chinesas corrompidas pelo qi demoníaco. O jogo recebeu críticas geralmente favoráveis com elogios por seu sistema de combate e vendeu mais de 1 milhão de unidades até abril de 2023.

## Jogabilidade
Wo Long: Fallen Dynasty é um RPG de ação. No início do jogo, os jogadores podem criar e personalizar seu próprio avatar de jogador e escolher entre uma das cinco "fases". O jogo oferece duas opções para ataques de curta distância. Para ter sucesso no combate, os jogadores precisam desviar de ataques usando suas armas brancas, pois isso criará oportunidades para eles contra-atacarem os ataques de um oponente. Cada inimigo tem uma "classificação de moral", que indica o quão desafiador será o encontro de combate. Inimigos mais difíceis derrubariam itens mais valiosos. Conforme os jogadores realizam ataques de curta distância, seu medidor de espírito gradualmente se encherá. Eventualmente, os jogadores podem desencadear "ataques espirituais", permitindo que usem movimentos de combate especiais ou lancem magias elementais. Os jogadores também podem escolher entre uma das cinco "Bestas Divinas", incluindo Qilin, Baihu, Qinglong, Zhuque e Xuanwu. Essas bestas podem ajudar os jogadores durante o combate ou fornecer vantagens passivas aos jogadores por meio da "Ressonância da Besta Divina".
Como Nioh, o jogo é amplamente linear. Conforme os jogadores progridem no jogo, eles encontrarão Bandeiras de Batalha espalhadas pelo mundo.  Os jogadores podem usá-los para salvar seu jogo, ou usar "Genuine Qi", a forma de experiência do jogo, para atualizar seus personagens e desbloquear novas habilidades. Ao contrário da série Nioh, Wo Long tem um botão de pulo, o que facilita ainda mais a exploração e o combate. O jogo também conta com um modo multijogador cooperativo, no qual os jogadores podem convocar um amigo para ajudar durante o combate.

## História
Em 184 d.C., a Rebelião do Turbante Amarelo irrompe na China, liderada pelos três irmãos Zhang, que estão usando um poderoso Elixir dado a eles por um misterioso taoísta chamado Yu Ji para derrubar a dinastia Han governante. Durante um ataque rebelde a uma vila rural, o protagonista sem nome, que serve como soldado para uma milícia local, resgata um Garoto Vendado de alguns rebeldes. Ambos escapam da vila usando a magia do Garoto, mas são parados por um dos irmãos Zhang, Zhang Liang, a quem o protagonista mata em batalha. Com a morte de Liang, Yu Ji aparece e captura o Garoto, que é revelado como uma personificação da divindade dragão Yinglong(应龙). O taoísta assume o controle do dragão e escapa. Buscando libertar o espírito capturado, o protagonista resolve rastrear os outros dois irmãos Zhang para encontrar Yu Ji.
Enquanto percorre as montanhas próximas, o protagonista une forças com outro miliciano chamado Zhao Yun/Zhao ZiLong. A dupla confronta o segundo líder rebelde, Zhang Bao, e resgata Hong Jing, uma jovem feiticeira que está procurando por seu irmão perdido. Mais tarde, depois de se separarem de Yun, o protagonista e Hong Jing conhecem os três famosos irmãos jurados Liu Bei, Guan Yu e Zhang Fei, que os ajudam a encontrar e matar Bao. Através dos irmãos jurados, o protagonista entra a serviço de Cao Cao e Sun Jian, dois generais do exército Han encarregados de reprimir a rebelião. As forças de Cao encontram o último líder rebelde, Zhang Jiao, em um forte construído a partir de um templo profanado e o protagonista o mata depois que ele usa o Elixir para se transformar em um demônio. Depois, a protagonista e Hong Jing viajam para sua aldeia natal nas montanhas, onde resgatam seu mentor, Zuo Ci, de um demônio e, usando sua magia de adivinhação, descobrem que os líderes do Turbante Amarelo estavam conspirando com Zhang Rang, um ministro eunuco que esperava causar o caos no país como pretexto para concentrar mais poder em si mesmo. O protagonista, Cao e seu amigo, Yuan Shao, se infiltram no palácio do eunuco para assassiná-lo. O trio luta contra Rang, que usa magia negra para se clonar e atacar como uma multidão. Perto da morte, o eunuco foge, apenas para ser morto por um de seus aliados, Dong Zhuo, que então rouba seu Elixir.
Usando o Elixir e os demônios convocados por Yu Ji, Dong Zhuo levanta um exército e captura a Capital Imperial, tomando o Imperador como refém. Yuan Shao e Cao Cao montaram uma coalizão de vários ministros provinciais e oficiais militares para marchar contra Dong, lutando contra suas forças em Hulaoguan. Durante a batalha, o protagonista luta contra o braço direito de Dong, Lu Bu, mas não consegue matá-lo. Depois de ter um breve vislumbre dele no final da luta, Hong Jing reconhece Lu como seu irmão perdido. Quando o exército da coalizão chega à capital, Dong recua para sua fortaleza em Meiwu e incendeia a capital. Tendo expulsado Dong da capital, a maioria dos membros da coalizão abandona sua missão por considerar que Dong não é mais uma ameaça, para o desespero de Yuan Shao, que acredita que Dong ainda não foi punido por seus crimes. Para piorar a situação, a manipulação dos eventos de Yu Ji resulta na transformação induzida pelo Elixir de Sun Jian e na morte prematura nas mãos do Protagonista, fazendo com que seus filhos Sun Ce e Sun Quan jurem vingança.
Mais tarde, Hong Jing se infiltra na fortaleza de Dong vestido como uma dançarina chamada Diao Chan, tanto para ajudar a protagonista a entrar furtivamente quanto para fazer contato com seu irmão para saber por que ele se juntou ao tirânico Dong. O protagonista duela com Dong em sua sala do trono, ferindo-o tão gravemente que ele recua e tenta usar o Elixir para transformar Hong Jing em um demônio como uma defesa de última hora, apenas para ser esfaqueado nas costas por Lu por ameaçar sua irmã.
Lu permite que sua irmã e o protagonista deixem Meiwu vivo, mas depois toma posse do Elixir e organiza o antigo exército de Dong para ir à guerra contra as tropas do governo de Cao. Os exércitos de Lu e Cao lutam em várias províncias, mas, apesar de serem forçados a recuar várias vezes, Lu nunca usa o Elixir. Depois que seu exército é encurralado pelo de Cao em Xiapi, Lu é abordado por Yu Ji, que questiona por que ele não usou o Elixir e lhe oferece mais. Lu ataca o taoísta e revela que seu objetivo era atraí-lo para que ele pudesse matá-lo para acabar com o caos que ele está causando. No entanto, Yu Ji vira o jogo contra ele e usa o Elixir para transformá-lo em um demônio, assim como o protagonista e Hong Jing chegam ao seu centro de comando. A dupla é forçada a matar o transformado Lu Bu para parar sua fúria, para grande tristeza de Hong Jing.
Devido ao fracasso da coalizão e à influência de Yu Ji, Yuan passou a acreditar que Cao desejava tomar o poder para si mesmo, então ele planeja roubar o Elixir em sua própria tentativa de poder. Enquanto o exército de Cao se prepara para embalar o Elixir e levá-lo de volta à Capital para custódia, um exército comandado por Yuan Shao monta um ataque surpresa e os força a recuar, com Yuan pegando o Elixir e capturando Liu Bei. Pouco depois, Sun Ce é morto por Yu Ji perto de Guandu. O protagonista, Guan Yu e Zhang Fei montam uma missão para resgatar Liu Bei de Yuan, até mesmo transformando-o de volta em humano depois que Yuan usa a magia negra de Yu Ji para transformá-lo em um demônio. Depois que Liu Bei é resgatado, Cao lidera seus exércitos em uma batalha decisiva contra Yuan em Guandu. Encurralado no salão principal de seu castelo, Yuan usa o elixir para se transformar em um demônio e luta contra o protagonista e Cao, mas ele é finalmente derrotado. Com suas últimas palavras, Yuan pede desculpas a Cao por sua traição, que Cao aceita e se despede de seu ex-amigo.
Depois que seu último fantoche é derrotado, Yu Ji ataca o protagonista pessoalmente e revela que seu objetivo é usar o caos da guerra para criar um demônio de pura magia negra para que ele possa comandá-lo para assumir o controle do país para si mesmo. Depois de ser mortalmente ferido, Yu Ji sacrifica seu corpo físico para se transformar no demônio supremo, mas o protagonista é capaz de matá-lo, devolvendo o dragão Yinglong de volta à sua forma humana como o Garoto Vendado. O protagonista leva o menino em coma de volta à aldeia onde o encontraram na esperança de que sua magia o desperte. No entanto, quando o menino desperta, ele foi possuído por Yu Ji, que agora tem acesso total ao poder de Yinglong. Apesar dessa vantagem, o Protagonista ainda é capaz de vencê-lo e libertar o Menino de seu controle, após o que o espírito de Yinglong destrói Yu Ji de uma vez por todas.
Com a paz restaurada, o protagonista leva o menino para a vila escondida nas montanhas de Hong Jing para viver em tranquilidade. Anos depois, o protagonista e Hong Jing se preparam para partir em uma jornada mais uma vez, pois Zuo Ci sente o Elixir sendo usado para magia negra novamente. O Menino, agora revelado como Zhuge Liang, se despede deles com um sorriso, mas, depois que eles saem, ele franze a testa e tem visões de guerra entre os Três Reinos que serão fundados por Cao Cao, Liu Bei e Sun Quan.

## Desenvolvimento
Em 26 de outubro de 2021, durante uma transmissão de desenvolvimento comemorando o 40º aniversário da carreira do presidente e CEO da Koei Tecmo, Kou Shibusawa, foi anunciado que a Team Ninja estava desenvolvendo um novo jogo de ação baseado no romance histórico do século 14 de Luo Guanzhong, Romance dos Três Reinos. O jogo foi formalmente revelado em 12 de junho de 2022 no evento Xbox & Bethesda Games Showcase 2022 para lançamento no Microsoft Windows, Xbox One e Xbox Series X/S, com as versões PlayStation 4 e PlayStation 5 sendo anunciadas logo depois. 
O desenvolvimento de Wo Long: Fallen Dynasty começou cerca de dois anos antes de sua revelação. O projeto está sendo liderado pelo presidente da Team Ninja, Fumihiko Yasuda (que dirigiu Nioh de 2017, bem como sua sequência de 2020) e pelo produtor Masaaki Yamagiwa (mais conhecido por seu trabalho em Tokyo Jungle e Bloodborne), que se juntou à Team Ninja em meados de 2021 após sua saída do agora extinto Japan Studio da Sony vários meses antes. Como Nioh, Wo Long: Fallen Dynasty ocorre durante eventos históricos da vida real, mas é embelezado com elementos sobrenaturais proeminentes retirados do folclore e da mitologia. Wo Long: Fallen Dynasty foi desenvolvido usando o motor interno da Koei Tecmo chamado "Katana Engine".
Em outubro de 2022, foi anunciado que o jogo será lançado em 3 de março de 2023.

## Recepção
Wo Long: Fallen Dynasty recebeu críticas "geralmente positivas", de acordo com o agregador de críticas Metacritic.
A Polygon gostou do sistema de moral, escrevendo que era "uma versão inventiva da fórmula Soulslike, pois indica o quão desafiadora uma partida em particular provavelmente será de longe - sem que você tenha que morrer várias mortes desnecessárias mergulhando de cabeça em encontros aleatórios". A Rock Paper Shotgun gostou de como tornou a complexidade sobrecarregada de Nioh administrável, "Wo Long desembaraça muitos dos problemas de Nioh, simplificando as coisas para tornar o ato de marcar missões não apenas uma alegria, mas uma alegria que não ameaça o colapso cerebral inteiro". A Eurogamer elogiou o cenário, mas criticou o sistema de saque excessivamente generoso, vendo-o como uma "sobra" de Nioh. O port para Windows foi criticado por seu baixo desempenho e controles de mouse quebrados.
Vendas
A versão para PlayStation 5 de Wo Long: Fallen Dynasty foi o segundo jogo de varejo mais vendido durante sua primeira semana de lançamento no Japão, com 30.132 cópias físicas vendidas. A versão para PlayStation 4 foi o décimo sexto jogo de varejo mais vendido no Japão na mesma semana, vendendo 17.699 cópias físicas.
O jogo vendeu mais de 1 milhão de unidades até abril de 2023.

## Ligações Externas
- Sítio oficial
- Wo Long: Fallen Dysnasty no MobyGames
- Wo Long: Fallen Dynasty. no IMDb.